# Changeland
Pour plus de détails, voir Fiche technique et Distribution.
Changeland est une comédie dramatique américaine écrite et réalisée par Seth Green, sortie en 2019.
Il est sorti le 7 juin 2019 par Gravitas Ventures.

## Synopsis
Brandon commande des tickets en Thaïlande en raison de la seconde lune de miel et pour sauver son mariage.

## Fiche technique
- Réalisateur : Seth Green
- Genre : Comédie dramatique

## Distribution
- Seth Green : Brandon
- Breckin Meyer : Dan
- Brenda Song : Pen
- Macaulay Culkin : Ian
- Clare Grant : Dory
- Randy Orton : Martin
- Rose Williams dans le rôle d'Emma
- Kedar Williams-Stirling : Marc

## Production
Le film a été annoncé le 21 juin 2017. Il s'agit du premier long métrage du réalisateur de Seth Green, qui joue également dans le film aux côtés de Breckin Meyer, Macaulay Culkin, Brenda Song, Clare Grant, Rose Williams, Kedar Williams-Stirling et Randy Orton. Le tournage en Thaïlande a commencé la même semaine. Patrick Stump, qui a composé la musique du film, fait une apparition non créditée en tant que passager d'une compagnie aérienne dans la scène d'ouverture du film.

## Publication
En mars 2019, Gravitas Ventures a acquis les droits de distribution du film et l'a programmé pour une sortie le 7 juin 2019.

## Critique
Sur Rotten Tomatoes, le film a un taux d'approbation de 56%, basé sur neuf critiques. Sur Metacritic, il obtient un score de 42 sur 100, basé sur quatre critiques.